# Corte de St. James
La Corte de St. James es la corte real del Soberano del Reino Unido. Todos los embajadores en el Reino Unido son recibidos formalmente por la corte. Todos los embajadores del Reino Unido están formalmente acreditados por la corte como representantes de La Corona.
El Mariscal del Cuerpo Diplomático (antes de 1920, Maestro de Ceremonias), que actúa como enlace entre el monarca británico y las misiones diplomáticas extranjeras, tiene su base permanente en el Palacio de St. James. En 1886, solo había seis embajadores en Londres, con otros 37 países representados por ministros. Para 2015, esto había aumentado a 175 misiones extranjeras acreditadas ante el Tribunal de St. James: 47 altas comisiones de países de la Mancomunidad y 128 embajadas de países no pertenecientes a la Mancomunidad.
Las reuniones y recepciones oficiales asociadas con la corte, como las reuniones del Consejo Privado o la Recepción Diplomática anual a la que asisten 1500 invitados, se llevan a cabo dondequiera que resida el monarca, generalmente el Palacio de Buckingham.

## Nombre
La Corte de St James lleva el nombre del Palacio de St. James, de ahí el posesivo al final del nombre. Esto se debe a que el Palacio de St. James es el palacio real de mayor rango y sigue siendo la residencia oficial de la monarquía británica a pesar de que el cercano Palacio de Buckingham ha sido la principal residencia londinense de todos los soberanos del Reino Unido desde la llegada al trono de la reina Victoria en 1837. A veces, el nombre de la corte se pronuncia incorrectamente como la Corte de St James.